# Оканенко Аркадій Семенович
Аркадій Семенович Оканенко (17 березня 1894, м. Сміла, Черкаська область — 24 вересня 1982) — український фізіолог рослин, член-кореспондент АН Українською РСР (з 1967), доктор біологічних наук, професор.

## Життєпис
Народився 17 березня 1894 року у місті Сміла Черкаської області.
Середню освіту здобув у Новозибківському сільськогосподарському училищі, після закінчення якого працював агрономом у приватних господарствах. Після продовження навчання в 1926 році закінчив Київський сільськогосподарський інститут.
З 1926 працював у лабораторії Всесоюзного науково-дослідного Інституту цукрового буряка під керівництвом академіка Є. Ф. Вотчала. У 1937–1950 — завідувач лабораторії в цьому Інституті. Одночасно в 1944–1948 роках викладав біохімію рослин у Київському університеті й в 1959 році — в Українській сільськогосподарській академії. З 1950 року — завідувач відділу екології фотосинтезу Інституту фізіології рослин АН УРСР, а з 1959 р. — завідувач кафедри Української сільськогосподарської академії. В 1967 році обраний членом-кореспондентом АН УРСР.
Заснував наукову школу по фізіології та екології фотосинтезу. Серед наукових здобутків — з'ясування ролі калію в фотосинтезі та метаболічних процесах, що визначають продуктивність цукрового буряка. Розробив наукові основи застосування калійних добрив для підвищення цукристості в умовах різного зволоження.

## Нагороди та звання
У 1969 році був нагороджений Державною премією СРСР за праці «Физиологические основы повышения сахаристости сахарной свеклы» та «Физиология сахарной свеклы». У 1974 році отримав звання «Заслужений діяч науки УРСР», а в 1982 нагороджений «орденом Трудового Червоного прапора».